# Verein Deutscher Hochschüler
Der Verband der Vereine Deutscher Hochschüler in Polen (VVDH) war ein im Jahr 1926 gegründeter Korporationsverband deutschstämmiger Studenten. Ihm gehörten die Vereine Deutscher Hochschüler (VDH) in Lemberg (Lwów, L’viv), Krakau (Kraków), Posen (Poznań) und Warschau (Warszawa) sowie die „Firmitas“, Landsmannschaft Deutscher Studierender Polens in Danzig (Gdańsk) an. 
Als Nachfolgevereine verstehen sich der 1999 gegründete Verein Deutscher Hochschüler in Polen zu Ratibor, der 2003 gegründete Verein Deutscher Hochschüler in Polen zu Oppeln und der 2005 gegründete Verein Deutscher Hochschüler in Ungarn zu Budapest.

## Mitgliedsverbindungen
Verein Deutscher Hochschüler Lemberg
Gegründet 1922, Wahlspruch: „Treu dem Volke, treu der Heimat“, farbentragend (Band: blau-rot-gold, schwarze Tuchmütze)  
Verein Deutscher Hochschüler Posen
Gegründet am 6. März 1925, farbenführend (Zipfel: grün-weiß-gold)
Verein Deutscher Hochschüler Krakau
Gegründet am 11. November 1925, Wahlspruch: „Für Volkstum und Heimat“, farbentragend (Band: weiß-grün-gold, keine Mütze)
Verein Deutscher Hochschüler Warschau
Gegründet am 23. September 1926, Wahlspruch: „Deutsche Art, treu bewahrt“, an 1928 farbentragend (Band: schwarz-silber-grün, schwarze Mütze), bedingte Satisfaktion
„Firmitas“, Landsmannschaft Deutscher Studierender Polens in Danzig
Gegründet am 30. November 1922, farbenführend (Zipfel: blau-gold-rot)
(Verein Deutscher Hochschüler Wilna)
Gegründet 1930. Der VDH Wilna wurde vom VVDH anerkannt, war aber kein Mitglied des Verbandes.

## Vereinstätigkeit bis 1939
Die Aktivität der einzelnen VDH war angesichts der unterschiedlichen Rahmenbedingungen an den Hochschulorten recht verschieden. In Lemberg, Krakau und Warschau war die deutsche Volksgruppe klein und sah sich daher nur geringem Druck durch die polnischen Behörden ausgesetzt. Dementsprechend waren die dortigen VDH eher studentische Kulturvereine, die bisweilen auch freundschaftliche Kontakte zu polnischen Korporationen pflegen konnten. In Posen, wo die polnische Bevölkerung jahrzehntelangen deutschen Unterdrückungsmaßnahmen ausgesetzt gewesen war, bestand ein starkes Misstrauen der beiden Volksgruppen zueinander. Dementsprechend war die Aktivität des dortigen VDH von Anfang an politisch geprägt. Nicht zuletzt der für die Gründung maßgebliche Kurt Lück brachte aus seiner Aktivenzeit beim VDSt Breslau die deutsch-nationale Bildungsarbeit des Kyffhäuserverbandes in den VDH Posen mit. Obwohl die VDH-Bünde Studierende beiderlei Geschlechts aufnahmen, wurde intern eine gewisse Trennung aufrechterhalten. Die Studentinnen organisierten sich selbst in den „Gemeinschaften der Studentinnen (GdSt)“.
Finanziell waren die VDH, die anfangs keine Alten Herren hatten, auf Spenden angewiesen. Diese kamen zum Teil von anderen Organisationen der deutschen Volksgruppe, zum Teil von privaten Förderern vor Ort, aber auch aus Deutschland. Sowohl der Kyffhäuserverband als auch der Verein für das Deutschtum im Ausland (VDA) sammelten Gelder für die VDH. Die Machtergreifung der NSDAP in Deutschland beeinflusste auch die deutsche Jugend in Polen. Die der NSDAP nahestehende „Jungdeutsche Partei“ in Polen gewann rasch an Mitgliedern, auch innerhalb der VDH. In den 30er Jahren kam es zunehmend zu einer politischen Spaltung der VDH-Mitglieder. Im Zuge der steigenden Spannungen des Jahres 1939 wurde die Vereinsaktivität von den polnischen Behörden behindert; in Einzelfällen kam es auch zu Übergriffen durch polnische Studenten. Mit Beginn des Zweiten Weltkrieges war an eine Weiterführung des Vereinslebens nicht zu denken. Insgesamt waren bis 1939 etwa 1000 Studenten Mitglied im VDH. Zahlreiche der Mitglieder fielen im Krieg, einige auch als Offiziere der polnischen Armee.

## Fortbestehen in der Bundesrepublik Deutschland
Erste Bestrebungen, die ehemaligen Mitglieder, die in Deutschland und dem Ausland verstreut lebten, wieder zu sammeln, setzten während des ersten Bundestreffens der Landsmannschaft Weichsel-Warthe in Hannover 1951 ein. Ab 1953 fanden dann unter Vorsitz des Krakauer VDHers Theodor Bierschenk zweijährlich bzw. dreijährlich Stiftungsfeste in Hannover statt. Die langjährigen Beziehungen zum Verband der Vereine Deutscher Studenten mündeten schließlich 1963/64 im „Grönenbacher Abkommen“. Damit wurden die männlichen Mitglieder der VDH volle Mitglieder des VVDSt. Der VVDH trat geschlossen als Altherrenbund dem VVDSt bei. Dieser sollte einen neu zu gründenden VDSt Dortmund unterstützen. Da es sich dort jedoch als schwierig erwies, einen aktiven VDSt zu bilden, wurde der VVDH 1987 zum Altherrenbund des VDSt Bielefeld. Die verbliebenen Mitglieder des VVDH lösten schließlich im Jahre 2000 ihren Verband auf, nachdem zwischenzeitlich ein neuer VDH durch Studierende im polnischen Racibórz (Ratibor) gegründet worden war. Als offizielle Geste überreichte die letzte Vorsitzende des VVDH, Hermine Kammel, zur Gründung des VDH Oppeln 2003 dem Gründungssenior Lukas Staniczek ihre VVDH-Verbandsnadel.     

## Nachfolgevereine im heutigen Polen und Ungarn

### VDH Ratibor
Auf Initiative Alter Herren des Verbandes der Vereine Deutscher Studenten (VVDSt) kam es 1999 im Zuge einer Studienfahrt durch Oberschlesien zur Gründung des Vereins Deutscher Hochschüler in Polen zu Ratibor (VDH Ratibor) in Ratibor (Racibórz). Mitglieder wurden Studentinnen und Studenten des dortigen Lehrerkollegs. Im Sinne des satzungsmäßigen Ziels „Pflege deutscher Sprache und Kultur“ waren es vorwiegend Studierende deutscher Herkunft, die sich im VDH Ratibor zusammenschlossen. Anders als in den Vereinen der Zwischenkriegszeit ist Studierenden, die sich nicht zur deutschen Volksgruppe bekennen, die Mitgliedschaft aber nicht verwehrt. Der VDH Ratibor versteht sich als schwarze Korporation, führt dabei die Farben Schwarz-Gelb-Blau. Die Mitglieder bezeichnen sich als Bundesschwestern bzw. Bundesbrüder.

### VDH Oppeln
Im Jahre 2002 wurden Studenten der Hochschulen in Oppeln (Opole) auf die Tätigkeit des VDH Ratibor aufmerksam und bildeten im gleichen Jahr eine Initiativgruppe zur Gründung eines eigenen Vereins, der im Mai 2003 sein Gründungsfest im oberschlesischen Lubowitz (Łubowice) feierte. Aufgrund der zahlenmäßig großen Studentenschaft vor Ort, konnte der VDH Oppeln in kurzer Zeit eine beachtliche Mitgliederzahl erreichen. Struktur und Farben wurden vom VDH Ratibor übernommen.

### VDH Budapest
Durch die Gründung eines weiteren VDH-Bundes in der ungarischen Hauptstadt 2005 erfolgte zuerst in der Geschichte die Erweiterung außerhalb Polens. Die Pflege der deutschen Sprache und Kultur wird seitdem in den ungarndeutschen/donauschwäbischen Kreisen auch auf dieser Ebene wiederbelebt. Durch die aktive Mitwirkung von diversen VDH- und VDSt-Bünden konnte eine verhandlungssichere Organisation geschafft werden, die Farben Blau-Silber-Blau wurden aus dem ungarndeutschen Wappen übernommen.

### Tätigkeit der neuen Vereine
Die neuen VDH entfalten ihre Tätigkeit vor allem im gesellschaftlich-kulturellen Bereich. Neben korporationsüblichen Veranstaltungen wie Kneipabenden, organisieren die Vereine Vorträge und Tagungen zu politisch-gesellschaftlichen Themen, Deutsch-Sprachkurse, Studienfahrten und sportlich-gesellige Veranstaltungen. Auf ihre Initiative geht der inzwischen jährlich stattfindende Weihnachtsmarkt in Oppeln (Opole) zurück, bei dem sich zahlreiche Organisationen der deutschen Minderheit beteiligen. Trotz dieser und auch sonstiger enger Zusammenarbeit mit anderen Minderheitenvereinigungen, betonen die VDH ihre Unabhängigkeit von den Dachorganisationen der deutschen Volksgruppe.
Halbjährlich erscheint das Mitteilungsblatt VDH-Mitteilungen.
Als eingetragene Minderheitenvereine nach polnischem Recht erhalten die neuen VDH finanzielle Unterstützung sowohl von deutscher wie polnischer Seite. Die „Seniorbünde“ als Zusammenschluss der Alt-Mitglieder tragen jedoch das Gros der anfallenden Kosten.
Eine formelle Wiedergründung des alten Verbandes wird nicht angestrebt, allerdings haben die beiden VDH eine Erklärung über Zusammenarbeit verabschiedet. Die Tradition des alten Verbandes wird jedoch symbolisch durch das Tragen der VVDH-Verbandsnadel bewahrt.
Die Vereine unterhalten enge Kontakte zum Verband der Vereine Deutscher Studenten (VVDSt) in Deutschland und Österreich, mit dem ein formelles Freundschaftsabkommen besteht.  